# Le Vieil Homme à la chaîne d'or
Le Vieil Homme à la chaîne d'or est une huile sur panneau de chêne peinte par Rembrandt vers 1631 et conservée à l'Art Institute of Chicago.

## Description
Le portrait (83,1 × 75,7 cm) est signé du monogramme « RHL » dans son angle inférieur gauche. 
L'œuvre a été décrite en 1915 par Hofstede de Groot : «  Portrait à mi-hauteur où les mains ne sont pas apparentes ; presque grandeur nature. Le personnage est orienté vers la gauche mais la tête et les yeux sont tournés vers la droite. Il porte un vêtement violet foncé sur lequel se détache une chaîne d'or avec un médaillon. Autour du cou, un gorgerin d'acier étroitement ajusté. L'oreille droite porte une perle. Il a une courte barbe grisonnante et ses cheveux bouclés sont coiffés d'un chapeau noir à large bord orné de deux plumes d'autruche sombres. »
Les dimensions du tableau semblent avoir été réduites d'à peu près 7 cm en hauteur. Cette modification a eu lieu après 1767, date à laquelle un catalogue de vente indique un format d'environ 90 × 75 cm.
Il est conservé à l'Art Institute of Chicago depuis 1922, après avoir appartenu à des collectionneurs privés.